# 不老柿
不老柿（ふろうがき）とは、東海地方を中心に親しまれる和菓子。

## 概要
黄身で作られた餡を柔らかく香ばしい生地で包み、表面にシナモンをまぶした和菓子。形状は干し柿をイメージしている。
昭和40年代に東海地方の和菓子研究団体「名和会」によって郷土菓子として開発された。当時開発に関わったのは愛知県名古屋市熱田区の亀屋芳広、同北区のおくむらなど。今では南は三重県津市の清観堂、北は岐阜県下呂市のたけ川など広い地域で販売されており、たけ川の不老柿は下呂温泉の土産菓子として挙げられている。
徳島県の徳島新銘菓チェーンでは同じ形状の和菓子を「阿波の不老柿」の名前で共同銘菓としており、徳島市の日の出楼などが製造販売している。
その他に「不老柿」の名前で、柿や干し柿を材料にした和菓子を販売している和菓子店が全国的に存在する。